# 1325 هـ
1325 هـ هي سنة في التقويم الهجري امتدت مقابلةً في التقويم الميلادي بين سنتي 1907 و1908.

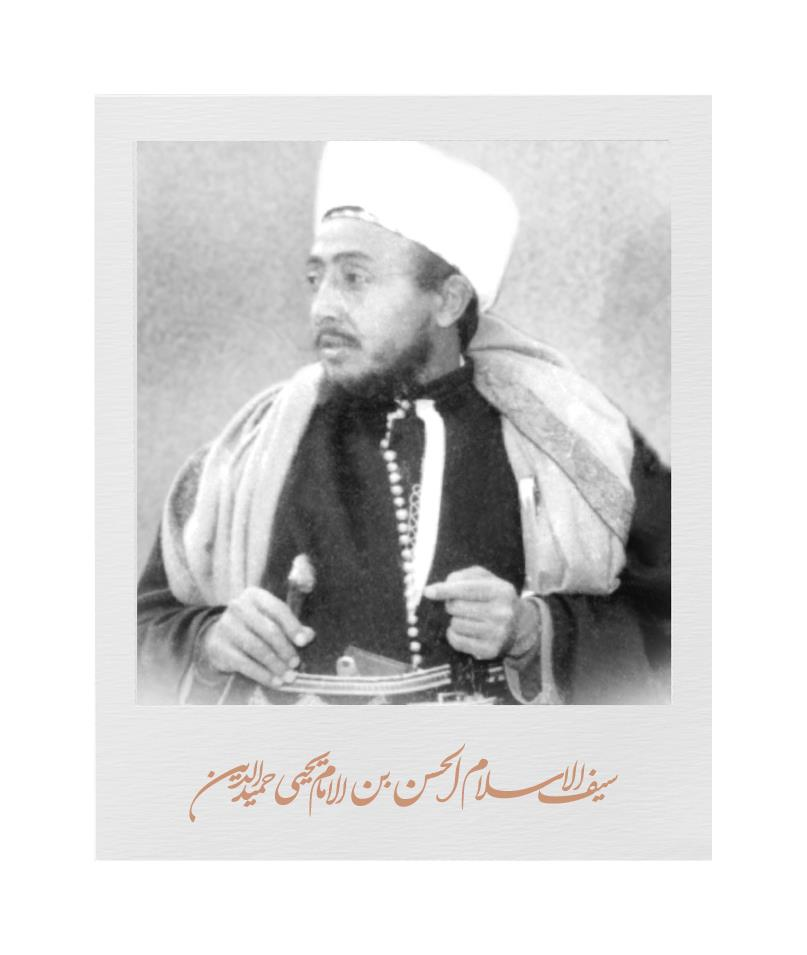
الحسن بن يحيى حميد الدين

## أحداث
- السلطان عبد العزيز يقوم بزيارة للبحرين ويلتقي بأميرها.
- السلطان عبد العزيز يعلن قيام سلطنة نجد وملحقاتها.
- سلطان الحمود الرشيد يتولى الحكم بعد اغتيال متعب بن عبد العزيز بن متعب الرشيد.
- سلطان الحمود الرشيد يعين أخوه سعود وليا للعهد.
- سلطان الحمود الرشيد يتنازل عن حكمه لأخيه سعود ويموت أسابيع بعد تنزله.
- السلطان عبد العزيز يعلن حربه ضد آل رشيد لاحتلال أجزاء من منطقة حائل, وفعلا احتل أجزاء.

## مواليد
- أحمد حسن الباقوري
- الحسن بن يحيى حميد الدين
- عبد الرزاق عفيفي
- محمد الحليوي
- أحمد علي الكاظمي
- جاسم الخاقاني
- عبد السلام القدوائي الندوي
- لؤي كيالي
- ماريا نلينو
- محمد إبراهيم بن أحمد الكتاني
- محمد حسن الرضوي
- محمد مندور
- نقولا زيادة

## وفيات
- آل محمد الأمروهي
- إبراهيم الدنبلي الخوئي
- إدورد جلازر
- عبد الرسول الفيروزكوهي
- يوسف الدبس
- عبد القادر الأدهمي
- شاكر أفندي
- سلطان الحمود الرشيد.
- الأمير عبد العزيز بن جلوي بن تركي آل سعود.